# Shakin' Street
Shakin' Street est un groupe de hard rock français, originaire de Paris, en Île-de-France. Actif dans les années 1970, il est reformé en 2004, puis de nouveau en 2007.

## Biographie
La première mouture du groupe, alors nommé Speedball, est composée en 1975 d'Éric Lévi alias Eric Lewy à la guitare et de Fabienne Essaïagh alias Fabienne Shine au chant, fondateurs du groupe, auxquels se joignent Louis Bertignac à la deuxième guitare et Corine Marienneau à la basse. À la suite d'une annonce faite dans un journal par Louis Bertignac : « Nouveau Plus Grand Groupe Du Monde cherche son batteur », que Jean-Lou Kalinowski, âgé de 15 ans, les rejoint à la batterie.
Avec cette première formation, Speedball donne son premier concert en été 1976 au Nashville à Paris. Puis il participe en "Invité Surprise" au premier festival punk de Mont-de-Marsan en août. C'est à cette occasion, en présentant le groupe au public, que Marc Zermati les baptise Shakin' Street. Avec leur nouveau nom, issu d'un titre d'une chanson du MC5, ils effectuent plusieurs autres concerts. Mais le courant ne passe pas dans le groupe et Corine s'en va en raison de rixes fréquentes avec la chanteuse, ainsi que son petit ami Louis Bertignac. Le duo rejoint peu de temps après  Jean-Louis Aubert pour former le groupe de rock Téléphone. Le poste de second guitariste revient à Pat Llaberia, puis Claude Ayramdjian alias Eric Tigrane alias Armik Tigrane, et la basse est assurée par Daniel Rivens, puis par Mike Winter.
C'est cette dernière formation qui enregistre à l'Olympic Sound Studio de Londres le premier album de Shakin' Street, Vampire Rock, qui sort en février 1978. Cet album marque sa génération par sa pochette (photos réalisées par Michel Leconte), la puissance de ses morceaux, et par ses nombreux passages à la télévision et à la radio.
En 1979, après de nombreux concerts en France, le groupe part en tournée aux États-Unis 
après avoir été signé par Sandy Pearlman, manager de Blue Öyster Cult et Black Sabbath, grâce à leur manager Marc Zermati. Le groupe y effectue des tournées avec Blue Öyster Cult, Cheap Trick, Pat Travers, Journey, AC/DC, etc . Il est en tournée avec Black Sabbath en 1980, lorsque le guitariste (ex-The Dictators) Ross the Boss Friedman alias Ross the Boss les rejoint, en remplacement d'Armik Tigrane à la guitare.
C'est cette nouvelle formation qui enregistre le deuxième album de Shakin' Street, intitulé Solid as a Rock, produit par Sandy Pearlman, qui sort en mars 1980 et bénéficie d'une sortie aux États-Unis. Malheureusement, l'enregistrement de cet album, réalisé pendant plusieurs mois aux États-Unis, à San Francisco et à New York entre autres, et les nombreuses tournées épuisent le groupe. À la suite de nombreuses tensions, devenues ingérables, le groupe se disloque en 1981 après une énième tournée française. A la guitare, Ross "the Boss" Friedman venait d'être remplacé depuis peu par Andrew "Duck" MacDonald.
Shakin' Street se reforme en 2004, sans son fondateur Eric Lewy, mais toujours avec la chanteuse Fabienne Shine, le guitariste Ross the Boss, le batteur Jean-Lou Kalinowski, le bassiste Mike Winter, et, pour l'occasion, le guitariste Norbert Krief du groupe Trust pour un concert à l'Olympia en juin 2004 lors de la Crossroads Night, suivi de la sortie de l'album '"Shakin' Street live.
Il se reforme à nouveau en 2007, Philippe Kalfon remplaçant Norbert Krief à la guitare et Fred Guillemet ex-Trust remplaçant Mike Winter à la guitare basse, et participe, en juin 2008 au Sweden Rock Festival, puis en janvier 2009 au troisième Paris Metal France Festival. Un nouvel album, intitulé 21st Century Love Channel, sort le 5 janvier 2009, à l'occasion de ce festival.
En 2011, le groupe autoproduit un DVD intitulé Live in the 21st Century qui comprend deux performances : au Sweden Rock Festival en 2008 et à La Locomotive en 2009.
En 2014, nouvel album : Psychic, Olivier Spitzer remplaçant Ross the Boss à la guitare. En avril, Shakin' Street réalise un showcase acoustique, suivi d'un concert à Cergy près de Paris.
En 2019 de Shakin' Street réunit à nouveau Fabienne Shine et Ross the Boss. Les nouveaux musiciens sont Dean Rispler à la basse, J.P. Thunderbolt Patterson à la batterie, (tous 2 avec Ross The Boss ex The Dictators NYC) et Freddie Katz à la guitare. Avec un concert de 'chauffe' en décembre 2018 à New-York, cette tournée en janvier de 15 dates en France a pour nom "The Shakin' Street' Magic Tour".

## Membres

### Membres actuels
- Fabienne Shine - chant (fondatrice du groupe)
- Ross the Boss - guitare (guitariste de The Dictators et cofondateur du groupe de heavy metal Manowar en 1980, dont il sera le guitariste jusqu'en 1988)
- Dean Rispler - basse (bassiste de The Dictators)
- J.P. Thunderbolt Patterson - batterie (batteur de The Dictators)
- Freddie Katz - guitare
- Hubert Bonnard - Manager depuis 2018 et co-tour manager avec Laurent Sage

### Anciens membres
- Corine Marienneau - basse (rejoindra la formation initiale de Téléphone)
- Louis Bertignac - guitare (rejoindra la formation initiale de Téléphone)
- Pat Llaberia - guitare (rejoindra par la suite Bijou SVP)
- Daniel Rivens - basse
- Phil Kalfon - guitare
- Fred Guillemet - basse (ancien membre du groupe Trust)
- Jean-Lou Kalinowski - batterie
- Bruno Mieusset - claviers
- Armik Tigrane - guitare solo (sur Vampire Rock)
- Andrew Duck MacDonald - guitare
- Eric Lewy - guitare
- Norbert Krief alias Nono - guitare (guitariste de Trust qui joua aussi longtemps pour Johnny Hallyday)
- Mike Winter - basse
- Marc Zermati - Manager 1976/1979

## Discographie
- 1978 : Vampire Rock
- 1979 : Live Old Waldorf, San Francisco, CA 15 août 1979 (bootleg)
- 1980 : Shakin' Street
- 1981 : Live and Raw
- 2004 : Live
- 2009 : 21st Century Love Channel
- 2011 : Live in the 21st Century (DVD)
- 2014 : Psychic
- 2024 : Scarlet - The Old Waldorf, August 1979